# Pucusana
Pucusana är ett av 43 distrikt i provinsen Lima i Peru. Det är en badort som ligger cirka 60 km söder om den peruanska huvudstaden Lima. Pucusana gränsar i norr till Santa María del Mar, i öster till provinsen Cañete, i söder och väst till Stilla havet. Befolkningen uppgår till 9231 (INEI 2005) och ytan är 37,83 km² vilket ger en befolkningstäthet på 144 personer per km².

## Historia
Distriktet Pucusana tillkom den 22 januari 1943.

## Aktiviteter
Befolkningen ägnar sig huvudsakligen åt fiske, hantverk  och turism.
Det är en typisk plats för den peruanska gastronomin, speciellt den med havets produkter.
Från stranden går motorbåtstrafik till andra stränder som Las Ninfas, Naplo, La Yesera, La Honda, Pelícanos, La Tiza y La Quipa.
En av de mest besökta platserna är Corte de La Viuda, som är en plats där havet gör en entré i bergsformationen vid stranden. Den är även känd som "el Boquerón", fast det riktiga namnet är det tidigare nämnda. Där hittar man också "el salto del Corte", som är en plats med en hopphöjd till havet på 13 m som man använder sedan några år tillbaka.
En annan attraktion är båthuset. Det finns också ett lokalt museum. Årligen firar man Pelikanregattan, vilket är en segelbåtsregatta, ungefär i februari, som är väl besökt.
I Pucusana brukar man utöva vattensporter som undervattensfiske, dykning, vattenskidåkning, segling och simning.
Pucusana har utöver en fiskehamn, en fritidshamn och en yachtklubb.

## Enlaces externos
- Municipalidad Distrital de Pucusana (spanska)
- Portal del balneario de Pucusana (spanska)
- Pucusana (spanska)
- El Mirador de Pucusana (spanska)